# Onze Lieve Vrouw ten Hemelopneming ('t Goy)
De Onze Lieve Vrouw ten Hemelopneming is een rooms-katholieke kerk in het Nederlandse dorp 't Goy (gemeente Houten) aan de Beusichemseweg 104.

## Geschiedenis
De bouw van de O.L.V. ten Hemelopneming startte op 1 augustus 1870 en op 28 september 1871 was de bouw van de kleine neogotische kruiskerk met fronttoren voltooid. De kerk is afgeleid van het middeleeuwse kerkje in Blauwkapel in het noordoosten van Utrecht. In de kerk op het priesterkoor bevindt zich een Johannes-orgel. De kerk is een gemeentelijk monument.
Nadat de kerk af was ontstond er een nieuw dorp omheen wat ook wel het Nieuwe Goy genoemd wordt.